# Paleotropical

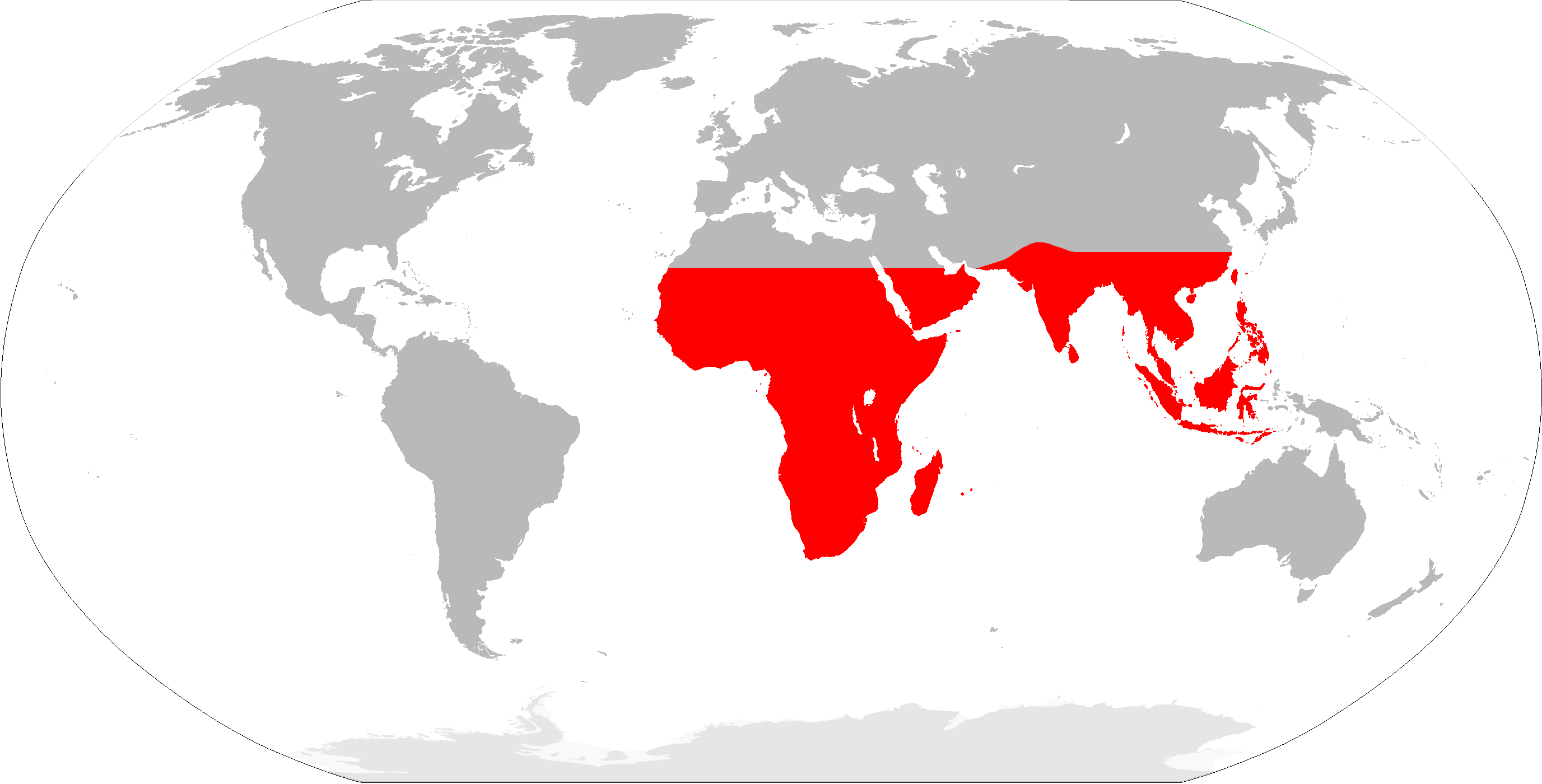
Mapa de la regió paleotropical.

La regió paleotropical és una ecozona que comprèn les regions continentals tropicals del «Vell Món», Àfrica i Àsia. En queden excloses Austràlia, Amèrica i les illes de l'oceà Índic i Pacífic.
Pel nord limita amb la regió holàrtica, aproximadament al llarg del tròpic de Càncer. De vegades es considera que la regió paleotropical inclou les regions subtropicals del sud-oest d'Àfrica i Nova Zelanda i illes adjacents.

## Flora
La flora paleotropical és rica i fortament diferenciada. El motiu és la distància considerable entre les masses de terra, les variades condicions climàtiques i la història complexa de la vegetació. Hi predominen famílies pantropicals, entr d'altres: Palmae, Moraceae, Euphorbiaceae, Rubiaceae, Mimosaceae, Cesalpiniaceae, Anonaceae, Myrtaceae, Melastomaceae, Acanthaceae, i Araceae. Famílies endèmiques són: Dipterocarpaceae, Pandanaceae, i Nepenthaceae, entre d'altres.
Les principals subdivisions dins la regió paleotropical estan caracteritzades predominantment pel desenvolupament de selves plujoses, sabanes i boscos caducifolis (les fulles cauen en l'estació seca). Un nivell especialment alt d'endemismes es troba en les subregions d'illes aïllades com Hawaii, Nova Caledònia i Madagascar